# Mosómedve kontra társai (South Park)
A Mosómedve kontra társai (Coon vs. Coon and Friends) a South Park című amerikai rajzfilmsorozat 208. epizódja (14. évad 13. része). Először 2010. november 10-én sugározták az Egyesült Államokban. Magyarországon 2011. március 8-án vetítették először. A Mosómedve-trilógia befejező epizódja.

## Cselekmény
Bradley Biggle, azaz Mentolbogyó Roppancs összegzi az előző részekben történteket képregényes formában. A többiek eközben kifejezik kétségeiket, ugyanis úgy vélik, hogy a mentol és a bogyó a roppanás frissességével nem éppen egy szuperképesség. Miközben erről beszélgetnek, rákérdeznek Mysterionnál is, hogy mi az ő szuperereje. Mysterion kijelenti, hogy az, hogy nem tud meghalni, majd amikor látja, hogy a többiek hitetlenkednek, egyre ingerültebben adja tudtukra, hogy igazat beszél. Megpróbálja őket emlékeztetni arra, hogy mi történt előző este, ám szemlátomást egyikük sem emlékszik rá, hogy Mysteriont megölték. Hogy bizonyítsa állítását, ott helyben fejbelövi magát, amitől mindannyian sokkot kapnak - mégis, a következő alkalommal ugyanúgy ülnek össze, mintha mi sem történt volna.
Ezután Cartman összegzi az eddig történteket (melynek során beveti az úgynevezett "LeBron James" technikát is az anyjánál, hogy az ne ítélje szobafogságra), majd megérkezik, kicsalja a többieket, és ráparancsol Cthulhura, hogy száműzze valamennyiüket a sötétségbe. Mentolbogyó Roppancs elmenekül és hősiesnek tettetve magát Judy bírónő epizódokat kezd el nézni otthon. A többiek eközben R'lyehbe teleportálódnak. Ezután Cartman és Cthulhu a Burning Man fesztiválra mennek, hogy hippiket mészároljanak. R'lyehben Mysterion rájön, hogy a halál lehet az egyedüli kiút, ezért elvállaja, hogy fájdalmas halált hal, és beugrik egy csomó tüske közé. Kennyként tér magához az ágyában, majd beöltözik Mysterionnak és elindul megmenteni a többieket. Először is elmegy a gruftikhoz Henrietta házába, akik mérgesek, mert Cthulhu egyáltalán nem hozott változást az életükbe, és szerintük épp olyan, mint Obama. Hamarosan megjelenik Henrietta anyja, és közli velük, hogy az öccse, Bradley játszani szeretne velük - akiről kiderül, hogy nem más, mint Mentolbogyó Roppancs. Miután elbeszélgetnek, a gruftik közlik Mysterionnal, hogy Cthulhut csakis egy másik halhatatlan entitás győzheti le, azaz jelen állás szerint egyedül Mysterion.
Mysterion, akit Mentolbogyó Roppancs követ, megtalálja Mosómedvét és Cthulhut, akik épp egy Justin Bieber-koncerten követnek el tömegmészárlást. Miután leteremti, hogy a világot a saját képére akarja formálni, pedig egy igazi szuperhős sosem tenne ilyet, még kihívja Cthulhut is azért, hogy cserébe visszakapja a barátait. Csakhogy Cthulhu oda sem figyel Mosómedve cukiskodásai miatt. Hirtelen fénysugár tör elő az égből és benne egy férfialak jelenik meg, aki nem más, mint Bradley vér szerinti apja egy távoli bolygóról, aki azért küldte a fiát a Földre, hogy megvédelmezhesse az idegen hódítóktól. Kiderül, hogy Mentolbogyó Roppancsnak igenis ér valamit a szuperereje, miután visszalöki Cthulhut oda, ahonnan jött, megmenti a csapdába esett hősöket, betömi a Mexikói-öbölben fúrt lyukat, hazatérve pedig a középső ujját mutatja fel a nővérének. A Mosómedve és Társai főhadiszállásán börtönbe zárják Cartmant, Mentolbogyó Roppancs pedig egy fénysugár kíséretében eltűnik, a többiek meglepettségére. Mysterion, aki csalódott, mert semmit nem tudott meg saját magáról és állapotáról, kijelenti, hogy elmegy aludni, és fejbelövi magát. Aznap éjjel az anyja életet ad egy újabb bébi Kennynek. Miután ráadja a jellegzetes narancssárga kapucnis felsőt, megjegyzi a férjének, hogy talán nem kellett volna járniuk annak a szektának a gyűléseire.

## Érdekességek
- Ahogy az előző két epizód is, úgy ez a rész is számos utalást tartalmaz H.P. Lovecraft-re és a "Cthulhu hívása" című művére.[1]
- Ebben az epizódban is egy Bolondos dallamok rajzfilmet figuráznak ki, egész pontosan a "Cicc cicuskám" című rövidfilmet, amikor Cartman megszelidíti Cthulhut.[2]
- Számos popkulturális utalást is láthatunk a részben. Cartman el akarja pusztítani a Whole Food Market nevű, kizárólag bio és organikus termékeket forgalmazó szupermarketláncot, hogy úgymond jobb hellyé tegye a világot. Ezután megtámadja a Burning Man fesztivált, ugyanis a korábbi epizódokban is látható módon gyűlöli a hippiket. A mészárlásról szóló tudósítás során a riporter úgy mutatja be Cartmant, mint Bruce Vilanch patkányjelmezben. Legnagyobb és legerősebb ellenfelének nevezi Justin Biebert, akit szintén megölnek. Az előző részben látható Nike-reklám paródia is ismét megjelenik.[3] Cartman egy dupla szivárvány ígéretével csalja ki a fiúkat a főhadiszállásukról, ami egy akkoriban népszerű internetes videóra utal.[4] Cartman hazafelé tartva George Michael "Faith" című számát énekelgeti,[5] amikor pedig Mentolbogyó Roppancs felfedezi az erejét, a "Neverending Story" című szám énekese, Limahl jelenik meg előtte.

## Forráshivatkozások
1. ↑  Isler, Ramsey: South Park: "Coon vs. Coon and Friends" Review (angol nyelven). IGN, 2010. november 11. (Hozzáférés: 2022. július 13.)
2. ↑  South Park: "Coon vs. Coon and Friends" (amerikai angol nyelven). The A.V. Club, 2010. november 11. (Hozzáférés: 2022. július 13.)
3. ↑  HomePage – SportsGrid (amerikai angol nyelven). www.sportsgrid.com, 2022. április 25. (Hozzáférés: 2022. július 13.)
4. ↑  How the 'double rainbow' video blew up - CNN. web.archive.org, 2010. november 24. [2010. november 24-i dátummal az eredetiből archiválva]. (Hozzáférés: 2022. július 13.)
5. ↑  „Eric Cartman has the faith” (hu-HU nyelven).